# 阿科班巴
阿科班巴（西班牙語：Acobamba），是秘魯的城鎮，位於該國中南部萬卡韋利卡大區，是阿科班巴省的首府，距離萬卡韋利卡107公里，海拔高度3,423米，2007年人口4,686。